# Steve Talley
Pour les articles homonymes, voir Talley.
Steve Talley, né le 12 août 1981 à Indianapolis, est un acteur américain connu surtout pour l'interprétation du personnage de Dwight Stifler dans les deux volets spin-off de la saga American Pie.

## Biographie
Il a étudié au lycée de Avon (Indiana) de 1995 à 1999 où il faisait du théâtre et, durant sa deuxième année, a joué dans la pièce Inherit the Wind (en) avec Lori Quirck.

## Filmographie

### Cinéma
- 2006 : American Pie Présente : String Academy (American Pie Presents: The Naked Mile) : Dwight Stifler
- 2007 : American Pie Présente : Campus en folie (American Pie Presents: Beta House) : Dwight Stifler
- 2009 : Van Wilder 3 : La Première Année de fac (Van Wilder: Freshman Year) : le lieutenant Dirk Arnold
- 2009 : One way to valhalla  : John
- 2010 : Hole in One : Eric P. Keller
- 2010 : The accidental death of joey by Sue  : Joey

### Télévision

#### Séries télévisées
- 2005 : Summerland : Bryce (3 épisodes)
- 2009 : NCIS : Enquêtes spéciales : jeune drogué témoin (saison 7 épisode 20)
- 2010 : Castle : dealer, Kent Scoville (saison 1, épisode 3)
- 2010 : Esprits criminels : meurtrier nommé Michael Kosina (saison 6 épisode 7)
- 2012-2014 : Pretty Little Liars : Zack (saison 3 épisodes 7, 10 et saison 5 épisode 8)
- 2012 : Franklin and Bash : Brock Daniels
- 2014 :  The Crazy Ones : Owen
- 2014-2015 : Les 100 (The 100) : Kyle Wick
- 2015 : Hindsight (en) : Kevin
- 2015 : 2 Broke Girls : Owen (saison 5, épisode 7)
- 2016 : La Fête à la maison : 20 Ans après (Fuller House) : Darren  (Saison 1)
- 2016 : The Mindy Project : Jonah (saison 4, épisode 20)
- 2021 : The country-sitter : Jimmy (saison 1, épisode 3)

#### Téléfilms
- 2011 : Au-delà de l'espoir (Beyond the Blackboard) de Jeff Bleckner : Greg Bess